# Seweryn Morawski
Seweryn Tytus Morawski (ur. 2 stycznia 1819 w Siółku, zm. 2 maja 1900 we Lwowie) – duchowny rzymskokatolicki, biskup pomocniczy lwowski w latach 1881–1885, arcybiskup metropolita lwowski w latach 1885–1900.

## Życiorys
Urodził się 2 stycznia 1819 we wsi Siółko (obecnie w rejonie podhajeckim obwodu tarnopolskiego).
W latach 1841–1849 był urzędnikiem państwowym. W 1851 otrzymał święcenia kapłańskie. W 1862 został kanonikiem kapituły lwowskiej, a w 1872 jej dziekanem – infułatem. W 1877 otrzymał godność prałata domowego Jego Świątobliwości z rąk papieża Piusa IX.
13 maja 1881 został mianowany biskupem pomocniczym archidiecezji lwowskiej ze stolicą tytularną Trapezopolis. 15 lutego 1885 został mianowany arcybiskupem metropolitą lwowskim.
Napisał: Akta synodu prow. lwowskiego z r. 1567, Szereg sufraganów lwowskich, Maria Cecylia Chołoniewska i inne.

## Ordery, tytuły
W 1890 otrzymał Order Korony Żelaznej I klasy.
W 1887 otrzymał tytuł doctora honoris causa Wydziału Teologicznego Uniwersytetu Jagiellońskiego.